# Bill Hoskyns
Pour les articles homonymes, voir Hoskyns.
Henry William Furse Hoskyns, aussi appelé Bill Hoskins (né le 19 mars 1931 et mort le 4 août 2013) est un escrimeur britannique, double médaillé d'argent olympique et champion du monde.

## Biographie
Né dans une famille de propriétaires terriens et fermiers du Somerset, il est l'aîné d'une fratrie de quatre. De fils de fermier, il s'élève jusqu'au prestigieux Magdalen College de l'université d'Oxford, où il se passionne pour le bridge et l'escrime. À cette occasion, il rencontre son ami et futur grand rival Allan Jay. Tous deux suivront par la suite des carrières parallèles, partageant le même palmarès en grandes compétitions, deux médailles d'argent olympiques, ainsi qu'un titre, deux médailles d'argent et deux de bronze aux championnats du monde. Hoskyns se distingue de Jay à plusieurs titres, cependant : il est le premier britannique à avoir remporté un titre mondial, un an avant Jay, il a remporté neuf médailles d'or aux Jeux de l'Empire britannique, contre sept à Jay, et est le seul à avoir gagné le titre national aux trois armes.
Hoskyns sort d'Oxford diplômé d'agriculture et retourne dans le Somerset y devenir fermier. Outre sa carrière de fermier, il est un pilote accompli, c'est d'ailleurs lui qui transporte l'équipe nationale en grands championnats dans son avion personnel. D'après Jay, s'il avait eu le choix, Hoskyns serait devenu pilote professionnel. Son entraînement d'escrime doit se conjuguer avec ses obligations familiales, professionnelles et communautaires, ce qui n'arrête pas sa progression. Dès ses premiers championnats du monde il remporte le bronze au fleuret par équipes aux championnats du monde 1955 à Rome. L'année suivante les britanniques finissent quatrièmes de l'épée par équipes aux Jeux de Melbourne.
Durant les huit années suivantes, il ajoute quatre médailles mondiales, dont l'or à l'épée individuelle en 1958. Deux ans auparavant Gillian Sheen avait remporté l'or olympique, et l'année suivante, Jay remporte lui aussi un titre mondial : ils constituent à eux trois la génération dorée de l'escrime britannique. La consécration olympique suit immédiatement. Hoskyns et Jay décrochent l'argent à l'épée par équipes aux Jeux de Rome 1960. En individuel, c'est à nouveau une médaille d'argent qui l'attend aux Jeux de Tokyo 1964. Il est devancé par le soviétique Grigori Kriss.
Hoskyns met fin à sa carrière en 1978, deux ans après ses sixièmes et derniers Jeux. Il meurt de vieillesse le 4 août 2013. Un an avant sa mort, en 2012, pendant les Jeux de Londres 2012, la génération dorée se réunit au domicile d'Hoskyns. Interrogé sur ses impressions au sujet de ces Jeux, il déclare mystérieusement : « Je pense que ça a été de très bons jeux. Sauf l'escrime. »

## Palmarès
Sauf précision, les médailles présentées ci-dessous ont été obtenues à l'épée.
- Escrime aux Jeux olympiques
  -  Médaille d'argent aux Jeux olympiques de 1960 à Rome
  -  Médaille d'argent par équipes aux Jeux olympiques de 1964 à Tokyo

- Championnats du monde d'escrime
  -  Médaille d'or aux championnats du monde d'escrime 1958 à Philadelphie
  -  Médaille d'argent aux championnats du monde d'escrime 1965 à Paris
  -  Médaille d'argent par équipes aux championnats du monde d'escrime 1965 à Paris
  -  Médaille de bronze par équipes aux championnats du monde d'escrime 1957 à Paris
  -  Médaille de bronze au fleuret par équipes aux championnats du monde d'escrime 1955 à Rome